# Oséas
Oséas (sinh ngày 14 tháng 5 năm 1971) là một cầu thủ bóng đá người Brasil.

## Đội tuyển bóng đá quốc gia Brasil
Oséas thi đấu cho đội tuyển bóng đá quốc gia Brasil từ năm 1996.

## Thống kê sự nghiệp
| Đội tuyển bóng đá Brasil | Đội tuyển bóng đá Brasil | Đội tuyển bóng đá Brasil |
| Năm                      | Trận                     | Bàn                      |
| ------------------------ | ------------------------ | ------------------------ |
| 1996                     | 2                        | 0                        |
| Tổng cộng                | 2                        | 0                        |